# Спортінг (Порту-Нову)
Спортінг Клубе ді Порту Нову або просто Спортінг (Порту Нову) (порт. Sporting Clube de Porto Novo) — професіональний кабовердійський футбольний клуб з міста Порту Нову, на острові Санта-Антау.

## Історія
Клуб було засновано в 1956 році в є найстарішим футбольним клубом острову. Назва клубу є ідентичною до назви лісабонського Спортінгу.
З 2006 по 2007 року команда займала друге місце за найбільшою кількістю острівних титулів до здобуття ще двох титулів після перемоги над Марітіму, останнього разу острівне чемпіонство було завойоване до 2010 року, це означало, що клуб вийшов до національного чемпіонату вдруге, але зайняв останнє місце в Групі B і не пройшов далі. У 2009 році клуб виграв свій третій і останній на сьогодні острівний титул і залишився другим за кількістю здобутих острівних титулів в Порто-Ново після Академіки. Клуб вийшов до національного чемпіонату втретє та востаннє та досяг найкращих результатів, дійшов до півфіналу, де зустрівся з Академікою з Праї, перший матч «Спортінг» програв з рахунком 1:4, а другий завершився нульовою нічиєю, тому клуб вибув зі стадії плей-оф, клуб зайняв 3-тє місе в тому чемпіонаті з одним набраним очком.
Серед інших трофеїв слід відзначити перемогу в трьох відкритих чемпіонатах острову, та по одній перемозі в кубку та суперкубку острова.
Географічно колись цей клуб був найзахіднішим спортінгів Кабо-Верде та Африки загалом, в даний час він є одним з декількох найзахідніших спортінгів.

## Форма
Форма клубу також не відрізняється від форми Спортінга з Праї, вона складається зі смугастої зелен0-білої футболки, білих шортів та шкарпеток для домашніх ігор і форми білого кольору для виїзних матчів.

## Досягнення
- Чемпіонат острова Санту-Антау (Південь): 3 перемоги

2005/06, 2006/07, 2008/09
- Відкритий Чемпіонат острова Санту-Антау (Південь) з футболу: 3 перемоги

2005, 2006, 2008
- Кубок міста Порту Нову: 1 перемога

2005
- Суперкубок міста Порту Нову: 1 перемога

2010

## Історія виступів у лігах та кубках

### Національний чемпіонат
| Сезон | Див. | Міс. | Іг. | В | Н | П | ЗМ | ПМ | РМ  | О | Кубок | Примітки     | Плей-оф         |
| ----- | ---- | ---- | --- | - | - | - | -- | -- | --- | - | ----- | ------------ | --------------- |
| 2006  | 1A   | 5    | 5   | 0 | 0 | 4 | 0  | 12 | -12 | 9 |       | Не пробилися | Не брали участі |
| 2007  | 1B   | 6    | 5   | 0 | 0 | 5 | 5  | 20 | -15 | 0 |       | Не пробилися | Не брали участі |
| 2009  | 1B   | 1    | 4   | 2 | 2 | 0 | 11 | 4  | +7  | 8 |       |              | 3-тє місце      |

### Острівний чемпіонат
| Сезон   | Див. | Міс. | Іг. | В | Н | П | ЗМ | ПМ | РМ  | О  | Кубок | Суперкубок | Примітки                          |
| ------- | ---- | ---- | --- | - | - | - | -- | -- | --- | -- | ----- | ---------- | --------------------------------- |
| 2005-06 | 2    | 1    | 10  | - | - | - | -  | -  | -   | -  |       |            | Вихід до національного Чемпіонату |
| 2006-07 | 2    | 1    | 10  | - | - | - | -  | -  | -   | -  |       |            | Вихід до національного Чемпіонату |
| 2008-09 | 2    | 1    | 10  | - | - | - | -  | -  | -   | -  |       |            | Вихід до національного Чемпіонату |
| 2013-14 | 2    | 6    | 12  | 3 | 1 | 8 | 11 | 22 | -11 | 10 |       |            |                                   |
| 2014-15 | 2    | 4    | 12  | 4 | 1 | 7 | 14 | 22 | -8  | 13 |       |            |                                   |